# Amtsgericht Prüm
Das Amtsgericht Prüm ist ein Amtsgericht der ordentlichen Gerichtsbarkeit in Rheinland-Pfalz mit Sitz in Prüm.

## Gerichtssitz und -bezirk
Das Gericht gehört zum Landgerichtsbezirk Trier.
Der Gerichtsbezirk besteht aus dem Gebiet der Verbandsgemeinden Arzfeld und Prüm im Eifelkreis Bitburg-Prüm sowie dem Gebiet der ehemaligen Verbandsgemeinde Obere Kyll (Jünkerath) im Landkreis Vulkaneifel.

## Gebäude
Das Gerichtsgebäude befindet sich in der Teichstraße 18 in Prüm.

## Mitarbeiter
Gegenwärtig sind am Amtsgericht Prüm ca. 23 Mitarbeiter beschäftigt.

## Zuständigkeit
Das Amtsgericht ist für alle Angelegenheiten zuständig, die bei einem Amtsgericht anhängig gemacht werden können und ist damit zugleich Zivilgericht, Familiengericht, Grundbuchamt, Betreuungsgericht, Mahngericht, Nachlassgericht und Registergericht.

## Übergeordnete Gerichte
Dem Amtsgericht Prüm ist das Landgericht Trier übergeordnet. Zuständiges Oberlandesgericht ist das Oberlandesgericht Koblenz.